# Kamienica przy placu Wolności 1 w Katowicach
Kamienica przy placu Wolności 1 w Katowicach – zabytkowa kamienica biurowa, położona przy placu Wolności 1 w Katowicach-Śródmieściu.
Została ona oddana do użytku pod koniec lat 90. XIX wieku, a wybudowana została z cegły w stylu eklektycznym z elementami neoklasycyzmu. W 1935 roku właścicielem kamienicy był Ochmann, a w tym czasie prócz lokali mieszkalnych swoją siedzibę miało Towarzystwo stróżowania b. policji i żandarmerii Górnego Śląska.
W dniu 14 września 1990 roku wpisano ją do rejestru zabytków pod numerem A/1410/90 – granice ochrony obejmują cały budynek. Budynek wpisany jest także do gminnej ewidencji zabytków miasta Katowice. W 2009 roku kamienicę zmodernizowano.
Właścicielem budynku według stanu z września 2016 roku jest wspólnota mieszkaniowa. Na początku 2022 roku w systemie REGON pod tym adresem zarejestrowane były 4 aktywne podmioty gospodarcze. W tym czasie działał tutaj m.in. punkt pobrań diagnostyki oraz agencja ubezpieczeniowa.
Powierzchnia użytkowa budynku wynosi 589,86 m², zaś powierzchnia zabudowy 190 m². Kamienica posiada cztery kondygnacje nadziemne i jedną podziemną.